# Vargem Grande do Rio Pardo
Vargem Grande do Rio Pardo è un comune del Brasile nello Stato del Minas Gerais, parte della mesoregione del Norte de Minas e della microregione di Salinas.